# عحانیت
عحانیت (انگلیسی: Ahaneith) زنی در مصر باستان بود که در دوران حکومت دودمان نخست مصر زندگی می‌کرد. نام او از الهه نیت گرفته شد.
دجت فرعون دودمان نخست مصر در مقبره Z در ام‌القعاب به خاک سپرده شد و سنگ یادبودی به نام عحانیت در آن قبر وجود دارد. این سنگ یادبود یوسی ۱۴۲۶۸ نامگذاری شده است. مشخص نیست که آیا عحانیت همسر پادشاه، یک مقام سلطنتی یا یکی از بستگان پادشاه بوده است.